# Adelbybek
Die Adelbybek (dänisch: Adelby Bæk) ist ein Bach in den Gemeinden Hürup und Flensburg in Schleswig-Holstein. Der Bach hat eine Länge von ca. 6 km. Er entspringt 30 m westlich der Einmündung des Wirtschaftsweges Ewige Weiden in den Tastruper Weg am Nordwestrand der Gemeinde Hürup und endet an der Unterquerung des Trögelsbyer Wegs im Flensburger Ortsteil Engelsby. Ab hier ändert der Bach seinen Namen in Lautrupsbach.
Im Digitalem Gewässerkundlichem Flächenverzeichnis (DGFV) des Landesamtes für Landwirtschaft, Umwelt und ländliche Räume des Landes Schleswig-Holstein (LLUR) hat die Adelbybek die Gewässernummer C. Ihr Einzugsgebiet hat die Nummer 961121 und hat eine Größe von 7,22 km².
Der Gewässername ist erstmals 1696 dokumentiert. Er ist nach dem Kirchspiel Adelby benannt.
Von der Quelle aus verläuft der Bach in nördlicher Richtung auf 730 m Länge unterirdisch in einem Rohr mit Ø 30 cm, danach auf 420 m Länge oberirdisch in einem Graben, um dann wieder in westlicher Richtung in einem Rohr mit Ø 50 cm zu verlaufen. Auf seinem Weg bis zum Ende am Trögelsbyer Weg wird er noch mehrmals diesen Wechsel vollziehen und dabei einen Höhenunterschied von 17 m zurücklegen. Auf der Gesamtlänge verlaufen 32 % in Rohrleitungen und 68 % als offener Wasserlauf oberirdisch, wobei davon auf 70 m ein Teich am Westrand des Neubaugebietes des Flensburger Stadtteils Tarup durchflossen wird. Beim Adelbyer Friedhof mündet das offene Fließgewässer Taerbek in das Rohrsystem der Adelbybek.

## Gewässerökologie und -chemie
Der Wasserkörpersteckbrief der Bundesanstalt für Gewässerkunde (BfG) für die Adelbybek / Lautrupsbach (Kennung DE_RW_DESH_ff_02) weist den Wasserkörper Lautrupsbach als „erheblich verändert“ aus. Sein ökologisches Potenzial wird als „mäßig / schlechter als gut“ und sein chemischer Zustand wegen erhöhter Quecksilber- und Nitratgehalte als „nicht gut“ bewertet. Sie hat die Fließgewässer-Güteklasse II-III mit dem Prädikat „kritisch belastet“. Adelbybek und Lautrupsbach sind seit 1990 durch den Bau neuer Umgehungsstraßen und neuer Stadtteile einschließlich neuer Infrastruktur in ihrem Lauf erheblich verändert worden. Bis zum Jahre 2027 soll der ökologische und chemische Zustand des Gewässers den Wert „gut“ erreichen. Maßnahmen zur Erreichung dieser Ziele sind nicht aufgeführt.